# Kozí hůra
Kozí hůra (272 m n. m.) je vrch v okrese Kolín Středočeského kraje. Leží asi jeden kilometr jižně od obce Žehuň na jejím katastrálním území. Sedlem mezi ní a jižněji položenou Strání prochází krátkým tunelem dálnice D11. Na západním a jihovýchodním úpatí vrchu se nachází dvě oddělené části přírodní památky Kozí hůra.

## Geomorfologické zařazení
Geomorfologicky vrch náleží do celku Východolabská tabule, podcelku Chlumecká tabule, okrsku Krakovanská tabule a podokrsku Bělušická plošina.